# Stereopony
Stereopony (ステレオポニー, Sutereoponī) foi uma banda japonesa formada em 2007, em Okinawa. Stereopony foi formado por três mulheres, Aimi a guitarrista e vocalista, Nohana a baixista e Shiho a baterista, nascidas em 1990, 1989 e 1990 respectivamente. Tem uma sonoridade rock misturado com um pouco de pop. Talvez tenha sido por isso que a cantora Yui, após uma "jam session" com as Stereopony, tenha decidido escrever-lhes uma música que se tornou num dos seus singles, nomeada "I do it".
Foram ficando cada vez mais conhecidas e lançando músicas para meios de entretenimento com projecção como animes e acabaram por ser escolhidas como cabeça de cartaz para um evento no Texas, nos Estados Unidos. Estes concertos "texanos" acabariam por figurar num DVD lançado pela banda numa edição especial do seu CD.
Lançaram o seu primeiro álbum, intitulado "A hydrangea blooms", no dia 10 de junho de 2009 do qual a primeira música "Seishun ni Sono Namida ga Hitsuyou da!" foi a escolhida como tema principal do evento Lipfes organizado pela MTV e Lipton.

## Membros
- Aimi - Nascida em 4 de setembro de 1990 em Naha, Okinawa. Guitarrista e vocalista principal do grupo.

- Nohana - Nascida em 16 de setembro de 1989 em Shimabara, Nagasaki. Baixista.

- Shiho - Nascida em 18 de outubro de 1990 em Nago, Okinawa. Baterista.

## Discografia

### Álbuns
- Hydrangea ga Saiteiru (ハイド．ランジアが咲いている) - 17 de junho de 2009
- OVER THE BORDER - 9 de junho de 2010
- More!More!!More!!! - 07 de dezembro de 2011

### Singles
- Hitohira no Hanabira (ヒトヒラのハナビラ) - 5 de novembro de 2008

- Namida no Mukou (泪のムコウ) - 11 de fevereiro de 2008

- I do it - 22 de abril de 2009

- Smilife (スマイライフ) - 19 de agosto de 2009

- Tsukiakari no Michishirube (ツキアカリのミチシルベ) - 4 de novembro de 2009

- Hanbunko (はんぶんこ) - 17/02/2010

- OVER DRIVE - 12 de maio de 2010

- Chiisana Mahou (小さな魔法) - 3 de dezembro de 2010

- Arigatou (ありがとう) - 28 de Setembro de 2011

- Stand by Me - 30 de Maio de 2012